# Kršan
Kršan (em italiano:  Chersano) é um município da Croácia, situado no condado da Ístria. Tem 126,43 km² de área e sua população em 2011 foi estimada em 2.951 habitantes.